# Андреев, Александр Петрович (генерал-полковник)
Александр Петрович Андреев (5 мая 1923, с. Берёзово, Рязанская губерния — 5 октября 2020, Москва) — советский военачальник, генерал-полковник авиации. Герой Российской Федерации (1995). Заслуженный военный лётчик СССР (1973), кандидат военных наук.

## Биография
Родился 5 мая 1923 года в селе Березово ныне Пронского района Рязанской области. С окончанием средней школы в 1940 году поступил в Рязанский педагогический институт. В 1941 году был призван в ряды РККА и был направлен в авиационную школу, которую окончил в 1943 году.
С ноября 1943 года принимал участие в Великой Отечественной войне в составе 163-го гвардейского истребительного авиационного полка. Принимал участие в боях на территории Кубани, Таманского полуострова, Крыма, Белоруссии, Польши и Германии.
В 1945 году командир полка представил А. П. Андреева к званию Героя Советского Союза, но звание ему не было присвоено.
Последний боевой вылет совершил 12 мая 1945 года в Балтийское море, где искал вражеские корабли.
В годы войны был воздушным разведчиком и совершил более 300 боевых вылетов, провёл 50 воздушных боёв, в которых лично сбил 4 самолёта противника и 2 — в группе. Был дважды ранен зенитным огнём противника, получил ожоги.
С 1964 по 1970 годы командовал 704-й учебным авиационным полком в Качинском ВВАУЛ, затем — 11-й гвардейской истребительной авиационной дивизией в Южной группе войск (Венгрия). С июня 1970 года командовал 73-й (Среднеазиатский военный округ), а с августа 1973 года — 17-й воздушными армиями (Киевский военный округ).
В 1975 году А. П. Андрееву присвоено воинское звание «генерал-полковник авиации».
В 1979 году возглавил кафедру в Военной академии Генерального штаба. Автор 15 научных трудов по вопросам применения авиации. В 1989 году вышел в отставку. Вёл активную воспитательно-патриотическую работу, возглавлял ветеранские организации.
Указом Президента Российской Федерации № 477 от 8 мая 1995 года за мужество и героизм, проявленные в борьбе с немецко-фашистскими захватчиками в Великой Отечественной войне 1941—1945 годов, генерал-полковнику авиации в отставке Александру Петровичу Андрееву присвоено звание Героя Российской Федерации с вручением медали «Золотая Звезда» (№ 151).
С 1998 года председатель региональной Ассоциации общественных объединений города Москвы.
Скончался 5 октября 2020 года. Похоронен в Москве на Преображенском кладбище.

## Награды
- Герой Российской Федерации (1995)
- орден Ленина (1967)
- три ордена Красного Знамени (в том числе 1944, 1945)
- два ордена Отечественной войны 1-й степени (1945, 1985)
- орден Трудового Красного Знамени (1982)
- два ордена Красной Звезды (1944, 1956)
- орден «За службу Родине в Вооружённых Силах СССР» 3-й степени (1977)
  - медали в том числе:
- «За боевые заслуги» (1951)
- «За победу над Германией в Великой Отечественной войне 1941—1945 гг.»
- «За взятие Кёнигсберга»
- «Ветеран Вооружённых Сил СССР»
- «За укрепление боевого содружества»
- «За безупречную службу» I степени

Других государств
- Кавалерский (рыцарский) крест Ордена Возрождения Польши (Польша)
- Медаль «Братство по оружию» (Польша)
- Медаль «30 лет Победы над милитаристской Японией» (Монголия)

Звания
- Заслуженный военный лётчик СССР (1973)
- Кандидат военных наук

## Память
На здании Рязанского государственного университета имени С. А. Есенина установлена памятная доска А. П. Андрееву.